# Cloxestradiol acetate
Cloxestradiol acetate (tên thương hiệu Genovul), còn được gọi là 17- (2,2,2-trichloroethoxy) estradiol O, O -diacetate, là một estrogen tổng hợp, steroid có nguồn gốc từ estradiol. Đó là este O, O -di axetat của cloxestradiol, trái ngược với cloxestradiol acetate, không bao giờ được bán trên thị trường.